# Santa Maria Maior (Viana do Castelo)
Santa Maria Maior ist ein Ort und eine ehemalige Gemeinde (Freguesia) der Vila Viana do Castelo im nordportugiesischen Kreis Viana do Castelo der Unterregion Minho-Lima.

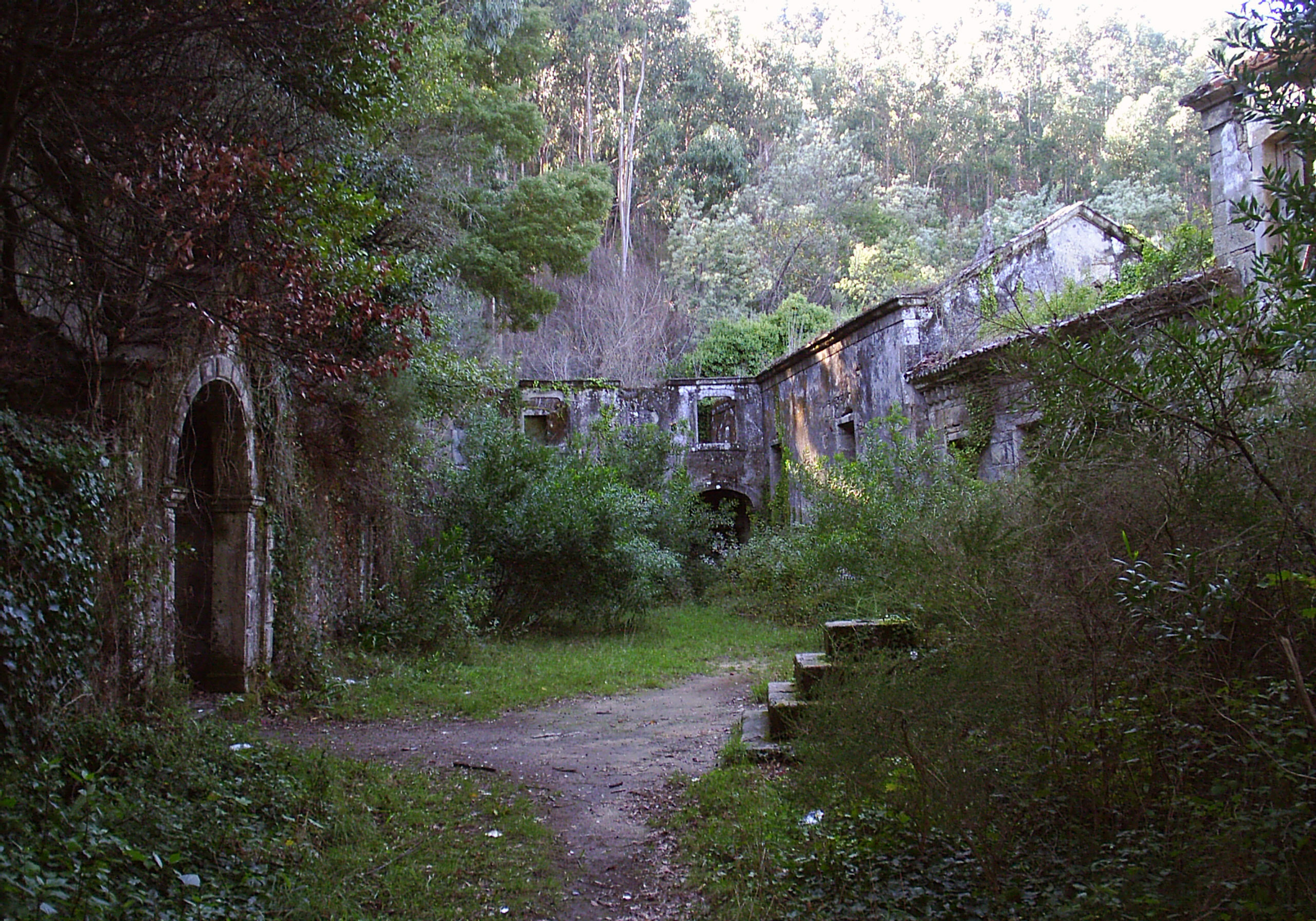
Eingang des Klosters São Francisco do Monte

Die Gemeinde hatte 10.623 Einwohner (Stand 30. Juni 2011).
Am 29. September 2013 wurden die Gemeinden Viana do Castelo (Santa Maria Maior), Viana do Castelo (Monserrate) und Meadela zur neuen Gemeinde União das Freguesias de Viana do Castelo (Santa Maria Maior e Monserrate) e Meadela zusammengeschlossen. Viana do Castelo (Santa Maria Maior) ist Sitz dieser neu gebildeten Gemeinde.

## Bauwerke
- Convento de São Francisco do Monte
- Chafariz da Praça da Rainha
- Igreja de Nossa Senhora do Carmo
- Casa da Capela das Malheiras